# Каппа1 Стрільця
Каппа1 Стрільця (κ1 Стрільця) — одинока зірка білого відтінку в зодіакальному сузір'ї Стрільця. Має видиму зорову величину +5,58, що є досить яскравою, щоб її було слабко роздивитись неозброєним оком. Згідно зі шкалою Бортла, її можна спостерігати з темного приміського неба. На основі річного зміщення паралакса має 15.12 мас, як видно із Землі. Ця зірка розташована близько 223 світлових років від Сонця. Вона просувається в загальному напрямку Сонця з радіальною швидкістю −11,6 км/с. 
Це зірка головної послідовності типу A із зоряною класифікацією A0 V. Вона показує надлишок інфрачервоного випромінювання, а виміряне випромінювання вказує на те, що навколо зірки обертається двокомпонентний диск уламків.  Зірка близько 161  мільйони років з масою Сонця в 2,23  і радіусом Сонця в 1,7. Його фотосфера випромінює в 27,5 разів більше світності Сонця при ефективній температурі приблизно 9962 К. 
Є два візуальних супутника: компонент B — це зірка величиною 12,6 з кутовим відривом 39,3 кутові секунди вздовж позиційного кута 312°, станом на 2000 рік; компонент C має зоряну величину 11,6 з відстанню 56,8 кутових секунд вздовж позиційного кута 283°, станом на 1999 рік.  Жодна зірка фізично не пов’язана з Каппою 1 Стрільця. 